# Guram Guramovich Adzhoyev (cầu thủ bóng đá, sinh 1995)
Bản mẫu:Eastern Slavic name
Guram Guramovich Adzhoyev (tiếng Nga: Гурам Гурамович Аджоев; sinh ngày 27 tháng 2 năm 1995) là một cầu thủ bóng đá người Nga gốc Yazidi.Hiện tại, anh thi đấu cho F.K. Arsenal Tula.

## Sự nghiệp câu lạc bộ
Anh có màn ra mắt tại Giải bóng đá Quốc gia Nga cho Arsenal Tula vào ngày 15 tháng 5 năm 2016 trong trận đấu với FC Fakel Voronezh.
Anh ra mắt tại Giải bóng đá ngoại hạng Nga cho Arsenal Tula vào ngày 1 tháng 4 năm 2017 trong trận đấu với F.K. Tom Tomsk.

## Đời sống cá nhân
Bố của anh,  Guram Adzhoyev, là một cựu cầu thủ bóng đá và hiện tại là chủ tịch của Arsenal Tula.

## Thống kê sự nghiệp

### Câu lạc bộ
Tính đến 13 tháng 5 năm 2018
| Câu lạc bộ          | Mùa giải            | Giải vô địch                | Giải vô địch | Giải vô địch | Cúp     | Cúp       | Châu lục | Châu lục  | Tổng cộng | Tổng cộng |
| Câu lạc bộ          | Mùa giải            | Hạng đấu                    | Số trận      | Bàn thắng    | Số trận | Bàn thắng | Số trận  | Bàn thắng | Số trận   | Bàn thắng |
| ------------------- | ------------------- | --------------------------- | ------------ | ------------ | ------- | --------- | -------- | --------- | --------- | --------- |
| Dynamo Moskva       | 2013–14             | Giải bóng đá ngoại hạng Nga | 0            | 0            | 0       | 0         | –        | –         | 0         | 0         |
| Dynamo Moskva       | 2014–15             | Giải bóng đá ngoại hạng Nga | 0            | 0            | 0       | 0         | 0        | 0         | 0         | 0         |
| Dynamo Moskva       | 2015–16             | Giải bóng đá ngoại hạng Nga | 0            | 0            | 0       | 0         | –        | –         | 0         | 0         |
| Dynamo Moskva       | Tổng cộng           | Tổng cộng                   | 0            | 0            | 0       | 0         | 0        | 0         | 0         | 0         |
| Arsenal Tula        | 2015–16             | FNL                         | 2            | 0            | –       | –         | –        | –         | 2         | 0         |
| Arsenal Tula        | 2016–17             | Giải bóng đá ngoại hạng Nga | 1            | 0            | 0       | 0         | –        | –         | 1         | 0         |
| Arsenal Tula        | 2017–18             | Giải bóng đá ngoại hạng Nga | 1            | 0            | 0       | 0         | –        | –         | 1         | 0         |
| Arsenal Tula        | Tổng cộng           | Tổng cộng                   | 4            | 0            | 0       | 0         | 0        | 0         | 4         | 0         |
| Tổng cộng sự nghiệp | Tổng cộng sự nghiệp | Tổng cộng sự nghiệp         | 4            | 0            | 0       | 0         | 0        | 0         | 4         | 0         |